# 小齿堇菜
小齿堇菜（学名：Viola serrula）为堇菜科堇菜属的植物，为中国的特有植物。分布在中国大陆的贵州、四川等地，常生长在灌丛下及山坡草甸，目前尚未由人工引种栽培。